# Sabine Loderer
Sabine Loderer (* 18. März 1981 in Neuburg an der Donau) ist eine ehemalige deutsche Fußballspielerin und heutige -trainerin.

## Karriere
Loderer begann mit dem Fußballspielen in der Fußballabteilung des RSV Drosendorf, einem Sportverein im Ortsteil von Memmelsdorf im oberfränkischen Landkreis Bamberg. Zur Saison 1999/2000 wurde sie gemeinsam mit Nadine Angerer vom FC Bayern München verpflichtet. Am Ende ihrer Premierensaison aus der Bayernliga als Meister hervorgegangen, setzte sie sich in der Aufstiegsrunde zur Bundesliga im entscheidenden Spiel um den Gruppensieg mit 3:2 gegen den  SC Freiburg mit 3:2 durch.
Ihr Bundesligadebüt am 15. Oktober 2000 (1. Spieltag) beim 4:1-Sieg im Heimspiel gegen die Sportfreunde Siegen krönte sie sogleich mit ihrem ersten Tor, dem Treffer zum 2:1 in der 59. Minute. Ihr letztes Punktspiel in der höchsten deutschen Spielklasse bestritt sie am 3. April 2005 (16. Spieltag) bei der 0:1-Niederlage im Auswärtsspiel gegen den Hamburger SV. Während ihrer Vereinszugehörigkeit zum FC Bayern München bestritt sie 84 Bundesligaspiele, in denen sie elf Tore erzielte.

## Erfolge
Bayerischer Meister 2000 und Aufstieg in die Bundesliga

## Sonstiges
Nach ihrer aktiven Fußballerkarriere begann sie ein Studium und war von 2010 bis 2019 beim Bayerischen Fußball-Verband als Verbandstrainerin tätig.
2013 absolvierte sie ein sechswöchiges Trainerpraktikum beim TSV 1860 München.
2014 schloss sie den Fußball-Lehrer-Lehrgang an der Hennes-Weisweiler-Akademie in Hennef (Sieg) als Zweitbeste des Jahrgangs ab; Loderer, die als Nachwuchsexpertin gilt, komplettierte mit Saisonbeginn 2019/20 gemeinsam mit Melanie Behringer das Trainerteam um Friederike Kromp, der Cheftrainerin der U17-Nationalmannschaft. In der Saison 2021/22 war sie Cheftrainerin der U16-Nationalmannschaft und wurde dabei von Ailien Poese und Lena Lotzen als Co-Trainerinnen unterstützt. 2022 tauschte sie turnusmäßig mit Friederike Kromp den Trainerjob: Loderer übernahm die U17, Kromp die U16.